# Isatis (genre)
Pour les articles homonymes, voir Isatis.
Genre
Classification APG III (2009)
Isatis est un genre de plante à fleurs de la famille des Brassicaceae, originaire de la région méditerranéenne jusqu'au centre de l'Asie. Le genre comprend le pastel des teinturiers ou guède (Isatis tinctoria). En raison de leur morphologie extrêmement variable, les espèces asiatiques en particulier sont difficiles à déterminer ; la seule caractéristique diagnostique fiable est le fruit mûr.

## Description
Ce sont généralement des plantes herbacées bisannuelles ou vivaces, souvent bleutées et glabres ou duveteuses  et glauques avec une tige droite ramifiée. Elles présentent des feuilles basales sessiles généralement elliptiques, les inférieures oblancéolées.
Les fleurs hermaphrodites ont un périanthe double, avec quatre sépales dressés vers le haut et quatre pétales jaunes à blanc cassé ou blanc lilas au moins aussi longs que les sépales, six étamines et des nectaires annulaires. Les fleurs sont groupées en grappes regroupées en panicules corymbiformes.
Les fruits sont des siliques généralement linéaires, oblongues en coin à suborbiculaire, indéhiscentes, aplaties latéralement, unilatérales, légèrement ailées, glabres ou avec de minuscules poils.

## Liste d'espèces
Selon NCBI (13 oct. 2010) :
- Isatis brevipes
- Isatis buschiana
- Isatis cappadocica
- Isatis Djurdjuræ
- Isatis emarginata
- Isatis gaubae
- Isatis glauca
- Isatis koeie
- Isatis koelzii
- Isatis kotschyana
- Isatis leuconeura
- Isatis lusitanica
- Isatis minima
- Isatis pachycarpa
- Isatis raphanifolia
- Isatis takhtajanii
- Isatis tinctoria - Pastel des teinturiers
- Isatis trachycarpa